# Toxorhina (Toxorhina) trilobata
Toxorhina (Toxorhina) trilobata is een tweevleugelige uit de familie steltmuggen (Limoniidae). De soort komt voor in het Neotropisch gebied.